# Gunnar Alexandersson

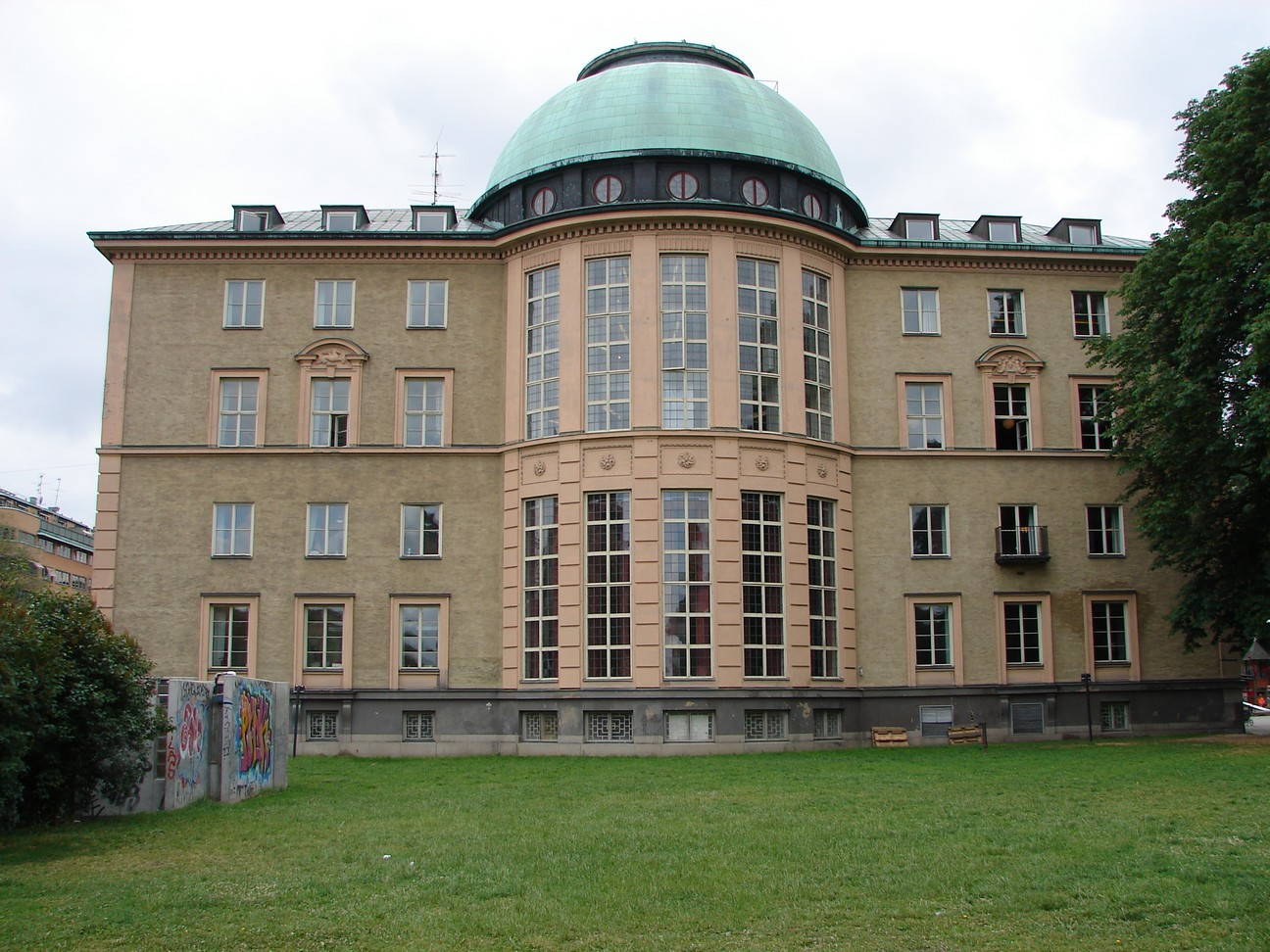
Handelshögskolan i Stockholm är en privat högskola i Stockholm grundad 1909.

Gunnar Vilhelm Alexandersson, född 14 mars 1922 i Bergkvara i Söderåkra församling i Kalmar län, död där 29 oktober 2008, var en svensk ekonom och professor i internationell ekonomisk geografi vid Handelshögskolan i Stockholm.
Alexandersson diplomerades från Handelshögskolan (DHS) 1947 och blev ekonomie licentiat 1956. Han var docent i ekonomisk geografi vid Handelshögskolan i Stockholm 1960–1964, anställd vid geografiska institutionen 1947–1964, fortsatte som biträdande lärare 1954–1960 och var professor i internationell ekonomisk geografi där 1964–1987.
Han författade bland annat The Economic Structure of American Cities (1956), World Shipping (1963), Geography of Manufacturing (1967), Les Pays du Nord (1971), Australien av idag (1972), World Resources: Energy Metals Minerals (1978) och The Baltic Straits (1982).
Gunnar Alexandersson var son till chauffören Albert Alexandersson och Marta (född Nilsson). Alexandersson var från 1947 gift med Ingrid Schiöler (född 1924), dotter till stadsingenjören Eiler Schiöler. Han var far till Ragnhild Alexandersson.